# Arconte (gnosticismo)
Gli Arconti (dal greco ἄρχοντες) sono quelle figure che nella teogonia e cosmogonia gnostica svolgono il ruolo di giudici e controllori del mondo materiale, che sono molto affini allo zoroastrismo ma senza il culto dei semidei creato da un dio falso e arrogante, dal quale essi sono stati generati.

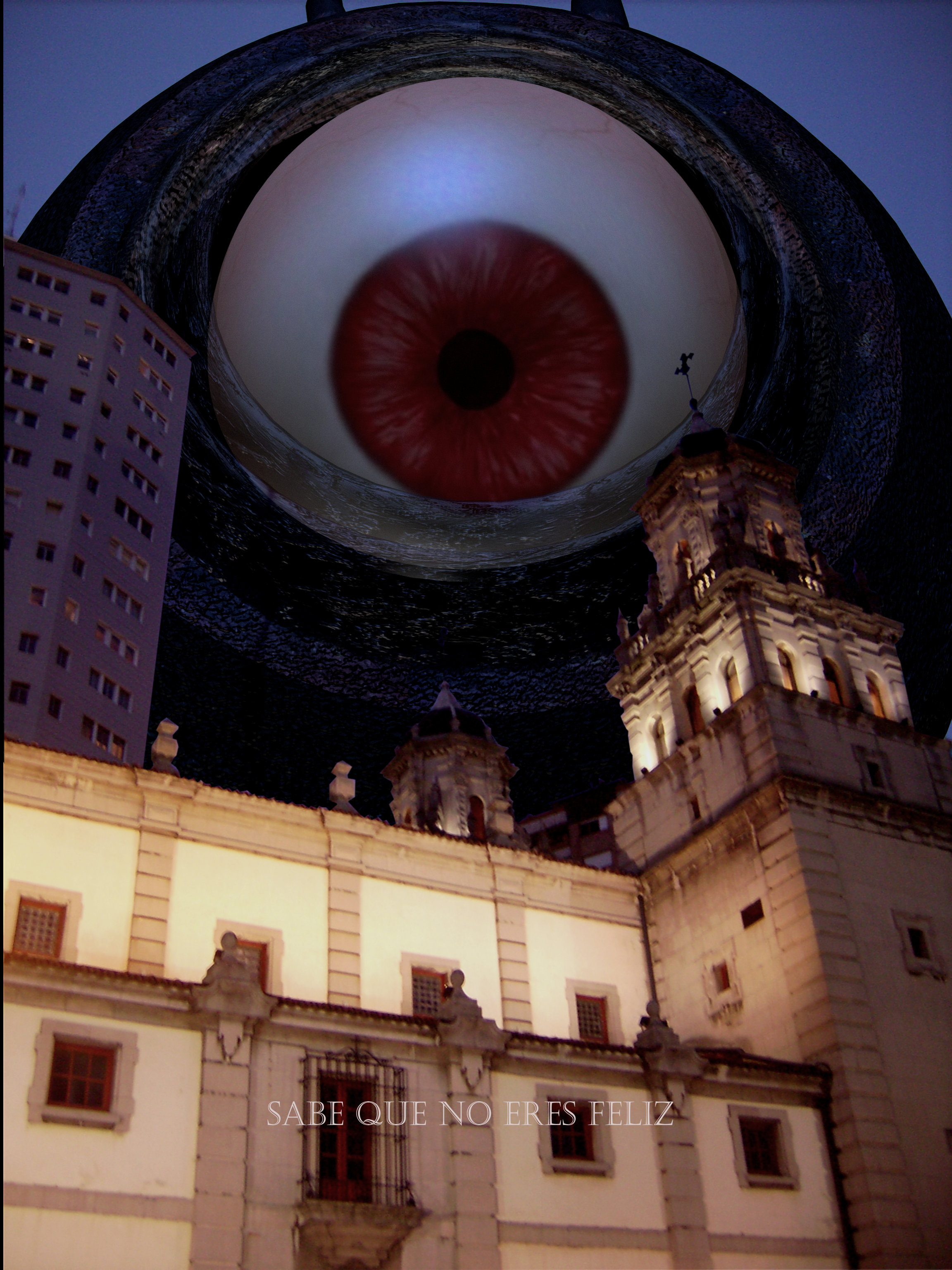
Immagine tratta dal docu-film spagnolo L'arconte-demiurgo del 2010.

Nella visione gnostica il mondo materiale è diviso sia ontologicamente che fenomenologicamente dalla sfera divina (Pleroma), un luogo atemporale ed adimensionale preesistente ad ogni cosa. Questa divisione si originò da un "peccato iniziale", attraverso il quale un'emanazione divina si frappose tra il mondo materiale da questa generato, dove l'uomo si trova imprigionato, ed un Dio superiore, buono ed occulto.
Nello gnosticismo di origine iranica, dove il dualismo raggiunge l'apice, si assiste allo scontro eterno e titanico tra due divinità, mentre in quello ellenizzante e giudaizzante, opposta al Dio occulto si erge la figura di un "dio minore", il Demiurgo, che viene coadiuvato da una serie di emanazioni generate da lui stesso, appunto gli Arconti. Il mondo materiale, quindi, non è altro che un incidente di percorso, una creazione degli Arconti, che, ricordandosi della perfezione del Pleroma, cercano di riprodurla attraverso l'imposizione di regole e l'applicazione di leggi che, per quanto in difetto, tendono a riprodurne la realtà: l'universo è il ricordo di ciò che un tempo essi conobbero.

## Il primo arconte nell'apocrifo di Giovanni

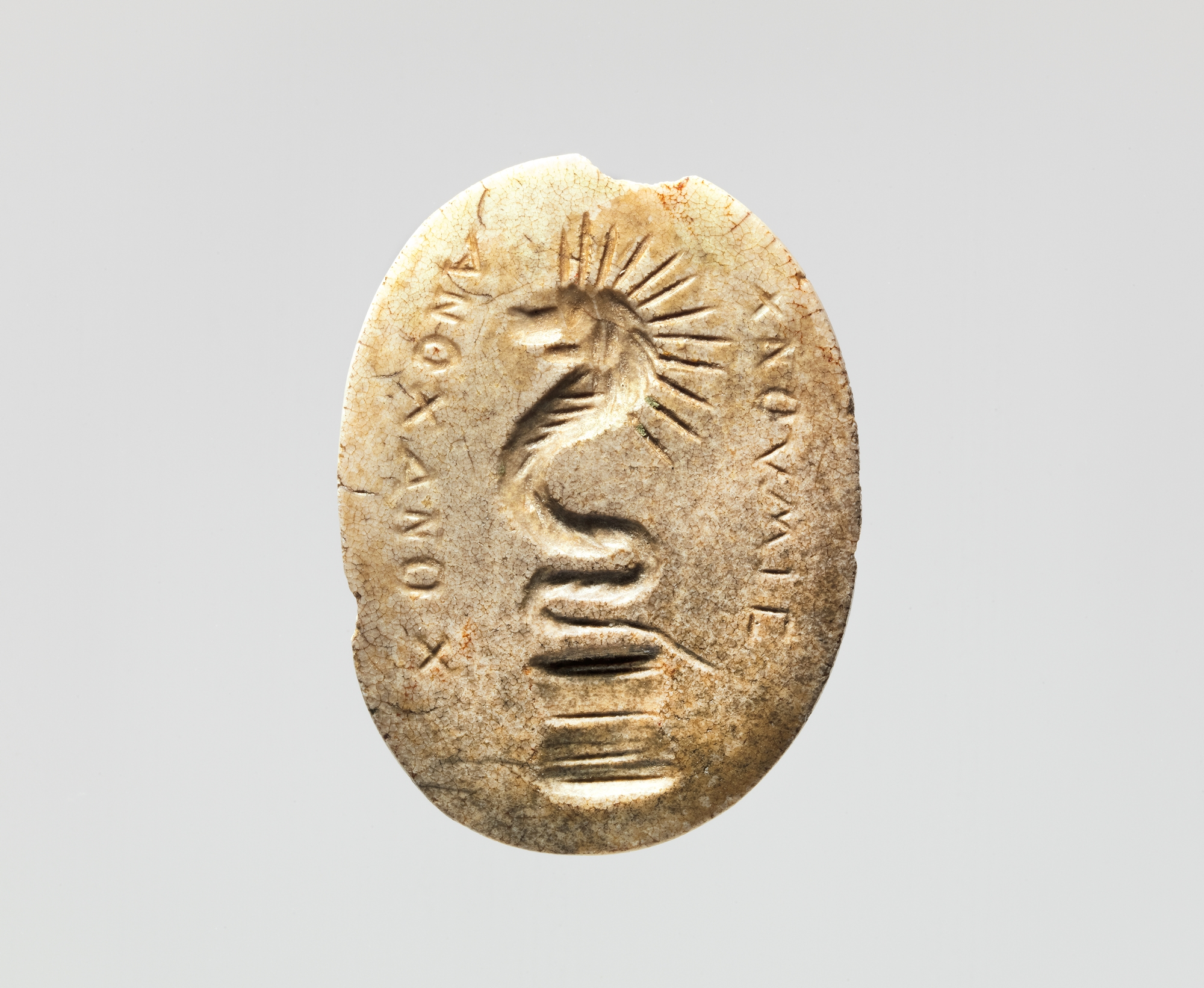
Serpente dalla testa di leone, su un intaglio in corniola di epoca romana.

Secondo l'apocrifo di Giovanni il primo arconte nacque da Sophia, un eone emanato dal Pleroma, la quale diede vita all'immagine da lei concepita in base alla sua conoscenza della divinità pre-esistente senza l'approvazione né della divinità né del proprio consorte (poiché gli eoni sussistono in coppia, detta sizigia). Ne nacque un essere bestiale con il corpo di serpente e la faccia di leone, chiamato Jaldabaoth. 
L'amore di Sophia per il Pleroma si trasformò in un desiderio autonomo, del tutto avulso dalle regole vigenti nel Pleroma. Pertanto l'emanazione di Sophia fu stravolta nella forma e nel contenuto, ma una scintilla della sua natura divina vi si riversò comunque. Sophia, vergognandosi della sua opera, nata dalla trasgressione e dalla violazione delle regole divine, lo nascose lontano dagli altri eoni, in una sorta di zona buia, avvolto in una nube lucente. Qui Jaldabaoth, essere indipendente dal Pleroma, diede vita ad altri arconti, ognuno di loro in forma animalesca, neppure lontanamente simili agli eoni che vivevano nel Pleroma stesso. Ognuno dei suoi discendenti, come lui, aveva la capacità di creare, sebbene il fatto di non provenire direttamente dal Dio occulto limitasse questa capacità.
Jadalbaoth regnava supremo sul cosmo, mentre le sue creature regnavano su ognuno dei sette cieli sovramondani. Una volta completata la creazione dei cieli, però, comparve il Metropator, un'emanazione del Dio occulto entrata in azione per avviare un complesso piano di restaurazione dello stato primordiale, concertato dagli eoni del Pleroma e dal compagno di Sophia per salvare quest'ultima.
Gli arconti, stupiti da tale potenza, decisero di creare un essere a immagine del Metropator. L'Adamo terreno da essi creato, tuttavia, giaceva inerte nel Paradiso Terrestre finché le quattro Luci e l'Autogenesi divina, con uno stratagemma, indussero Jaldabaoth (identificato col biblico Jahve) a fare uso della forza sottratta a sua madre Sofia, soffiando nella creatura inerte l'alito della vita (Genesi 2,7). È così che l'uomo (Adamo) viene ad avere uno spirito divino in un corpo non divino, perché opera degli arconti.

## Numero e funzione degli arconti
Enumerati in maniera variabile fra sette e trecento, gli arconti sono quindi le potenze responsabili della creazione dell'uomo e del mondo materiale, ma anche le potenze che, grazie al loro ricordo dell'armonia e dell'ordine del Pleroma, danno le regole del Cosmo e del Tempo. 
La loro funzione tuttavia non si limita a questo. Essi sono anche il maggiore ostacolo al ritorno dell'uomo verso l'Uno, cioè il Dio buono e occulto. La loro opera si esplicita proprio nel soggiogare l'uomo con le loro regole, nutrendosi della sua anima e delle sue stesse passioni.